# Rosemary Leach
Rosemary Leach (Much Wenlock, 1935. december 18. – 2017. október 21.) angol színésznő.

## Filmjei

### Mozifilmek
- Az lesz majd a nap (That'll Be the Day) (1973)
- Ghost in the Noonday Sun (1973)
- A Question of Faith (1979)
- A pestises kutyák (The Plague Dogs) (1982, hang)
- Ha-Kala (1985)
- Páncél mögött (Turtle Diary) (1985)
- Szoba kilátással (A Room with a View) (1985)
- The Children (1990)
- The Mystery of Edwin Drood (1993)
- The Hawk (1993)
- Bloodlines: Legacy of a Lord (1998)
- Whatever Happened to Harold Smith? (1999)
- Breathtaking (2000)
- Ain't Misbehavin' (2000, rövidfilm)
- The Baroness and the Pig (2002)
- Londoni küldetés (Mission London) (2010)
- The Great Ghost Rescue (2011)
- May I Kill U?  (2012)

### Tv-filmek
- Germinal (1970)
- Cider with Rosie (1971)
- To Sir, with Love (1974)
- Késői találkozás (Brief Encounter) (1974)
- The Confederacy of Wives (1975)
- Hindle Wakes (1976)
- Just Between Ourselves (1978)
- Disraeli
- S.O.S. Titanic (1979)
- All's Well That Ends Well (1981)
- Othello (1981)
- Fecskék és amazonok: A lyskák klubja (Swallows and Amazons Forever!: Coot Club) (1984)
- The Jewel in the Crown (1984)
- Fecskék és amazonok 2: A nagy hatos (Swallows and Amazons Forever!: The Big Six) (1984)
- This Office Life (1984)
- Still Crazy Like a Fox (1987)
- The Charmer (1987)
- Ha egybekelünk (When We Are Married) (1987)
- Once in a Life Time (1988)
- Across the Lake (1988)
- Summer's Lease (1989)
- Dark River (1990)
- Titmuss Regained (1991)
- Shakespeare: The Animated Tales (1992, hang)
- Úriemberhez méltatlan (An Ungentlemanly Act) (1992)
- Blood and Peaches (1995)
- Hozományvadászok (The Buccaneers) (1995)
- Berkeley Square (1998)
- Tilly Trotter (1999)
- Perfect (2001)
- Újra együtt (Back Home) (2001)
- Vilmos herceg (Prince William) (2002)
- Bosom Pals (2004, hang)
- The Secretary Who Stole £4 Million (2005)
- Margaret (2009)

### Tv-sorozatok
- Police Surgeon (1960, egy epizódban)
- Z Cars (1962–1963, két epizódban)
- Armchair Theatre (1963–1968, négy epizódban)
- Catch Hand (1964, egy epizódban)
- The Edgar Wallace Mystery Theatre (1964, egy epizódban)
- Gideon's Way (1964, egy epizódban)
- Theatre 625 (1964, 1967, két epizódban)
- Love Story (1964, 1972, két epizódban)
- Public Eye (1965, egy epizódban)
- Sherlock Holmes (1965, egy epizódban)
- The Power Game (1965–1966, 21 epizódban)
- Londoners (1965, egy epizódban)
- Serjeant Musgrave's Dance (1965, három epizódban)
- Court Martial (1966, egy epizódban)
- Look and Read (1967, egy epizódban)
- The Wednesday Play (1967–1970, négy epizódban)
- No, That's Me Over Here! (1967–1970, 25 epizódban)
- Jackanory (1968–1971, 16 epizódban)
- The Gamblers (1969, egy epizódban)
- Judge Dee (1969, egy epizódban)
- Galton and Simpson Comedy 1969, egy epizódban)
- Strange Report (1969, egy epizódban)
- ITV Saturday Night Theatre (1969, 1972, két epizódban)
- ITV Playhouse (1969–1980, három epizódban)
- Kate (1970, egy epizódban)
- Roads to Freedom (1970, nyolc epizódban)
- Now Look Here (1971–1973, 10 epizódban)
- BBC Play of the Month (1971–1982, három epizódban)
- Crime of Passion (1972, egy epizódban)
- Thirty-Minute Theatre (1972 két epizódban)
- Armchair 30 (1973, egy epizódban)
- Bedtime Stories (1974, egy epizódban)
- The Prince of Denmark (1974, hat epizódban)
- Sadie, It's Cold Outside (1974–1975, hét epizódban)
- Armchair Cinema (1975, egy epizódban)
- Play for Today (1976, egy epizódban)
- BBC2 Playhouse (1976, egy epizódban)
- Second Verdict (1976, egy epizódban)
- The Velvet Glove (1977, egy epizódban)
- The Sunday Drama (1978, egy epizódban)
- Life Begins at Forty (1978–1980, 14 epizódban)
- Rumpole of the Bailey (1979, egy epizódban)
- Sharing Time (1984, egy epizódban)
- American Playhouse (1985, egy epizódban)
- Dramarama (1985, egy epizódban)
- Worlds Beyond (1987, egy epizódban)
- First Sight (1987, egy epizódban)
- Boon (1989, egy epizódban)
- May to December (1989, egy epizódban)
- Theatre Night (1989, egy epizódban)
- Up the Garden Path (1991, egy epizódban)
- Bunch of Five (1992, egy epizódban)
- Nyúl Péter és barátai (The World of Peter Rabbit and Friends) (1992–1993, hang, két epizódban)
- Growing Pains (1992–1993, 20 epizódban)
- Screen One (1993, egy epizódban)
- The Tomorrow People (1995, öt epizódban)
- Chiller (1995, egy epizódban)
- Stick with Me, Kid (1995)
- Paul Merton in Galton and Simpson's... (1996, egy epizódban)
- Frighteners (1997, egy epizódban)
- Szederkert (Brambly Hedge) (1997–1998, hang, két epizódban)
- An Unsuitable Job for a Woman (1997–1999, három epizódban)
- Doktorok (Doctors) (2000, 2005, két epizódban)
- Kisvárosi gyilkosságok (Midsomer Murders) (2001, egy epizódban)
- Két lábbal a földön (Down to Earth) (2001–2003, hat epizódban)
- Az én kis családom (My Family) (2003–2007, hat epizódban)
- Holby Városi Kórház (Holby City) (2004, egy epizódban)
- Odd Socks (2004)
- Heartbeat (2004–2005, két epizódban)
- Médium – A túlvilág kalandorai (Afterlife) (2005, egy epizódban)
- The Afternoon Play (2006, egy epizódban)
- Baleseti sebészet (Casualty) (2007, egy epizódban)
- The Royal (2008, egy epizódban)

## Díjai
- Laurence Olivier-díj (1982)